# Adolf Fredrik von Willebrand
Adolf Fredrik von Willebrand, född 24 mars 1766 på Suckisberg, Lemo socken, Åbo och Björneborgs län, död 15 februari 1845 i Åbo, var en finländsk friherre och ämbetsman. Han var farbror till Knut Felix von Willebrand.
Willebrand blev student vid akademien i Åbo 1782 och auskultant vid Åbo hovrätt 1784 samt tjänstgjorde sedermera vid nämnda hovrätt och vid generaladjutantsexpeditionen i Stockholm. Han bevistade riksdagen i Norrköping 1800, valdes under riksdagens lopp till ledamot av lagutskottet och av revisionen över banken och Riksgäldskontoret, handhade särskilda andra förtroendeuppdrag samt utnämndes till lagman i Åbo och Björneborgs lagsaga 1805. 
Under brytningstiden efter 1808 var Willebrand en av Finlands mera framträdande politiska personligheter. Vid valmötet i Åbo den 1 augusti 1808, där medlemmar av Finska deputationen skulle väljas, protesterade han jämte andra mot det anbefallda valsättet såsom stridande mot de adliga privilegierna. Vid lantdagen i Borgå 1809 föreslogs han av alla fyra stånden till ledamot i regeringskonseljens (sedermera kejserliga senatens för Finland) justitiedepartement, vartill han även samma år utnämndes. År 1814 fick han titeln verkligt statsråd. Han var 1814–1822 ledamot i kommittén för finländska ärendena i Sankt Petersburg och 1822–1832 president i Åbo hovrätt. Han hade 1830 upphöjts i friherrligt stånd.